# Lebeirat
Lebeirat (en árabe: البويرات‎, en lenguas bereberes: ⵍⴱⵡⵉⵔⴰⵜ, en francés: Labouirat) es un municipio marroquí en la región Guelmim-Río Noun. El núcleo de Saac perteneció desde 1916 hasta 1958 al territorio español de Cabo Juby.